# Тузла (Румунія)
Тузла (рум. Tuzla) — комуна у повіті Констанца в Румунії. До складу комуни входить єдине село Тузла.
Комуна розташована на відстані 208 км на схід від Бухареста, 18 км на південь від Констанци.

## Населення
За даними перепису населення 2002 року у комуні проживали 6366 осіб.
Національний склад населення комуни:
| Національність   | Кількість осіб | Відсоток |
| ---------------- | -------------- | -------- |
| румуни           | 5712           | 89,7%    |
| татари           | 394            | 6,2%     |
| турки            | 244            | 3,8%     |
| угорці           | 8              | 0,1%     |
| росіяни-липовани | 3              | < 0,1%   |
| українці         | 2              | < 0,1%   |
| німці            | 1              | < 0,1%   |
| греки            | 1              | < 0,1%   |
| євреї            | 1              | < 0,1%   |

Рідною мовою назвали:
| Мова      | Кількість осіб | Відсоток |
| --------- | -------------- | -------- |
| румунська | 5744           | 90,2%    |
| татарська | 372            | 5,8%     |
| турецька  | 242            | 3,8%     |
| угорська  | 7              | 0,1%     |
| російська | 1              | < 0,1%   |

Склад населення комуни за віросповіданням:
| Релігія        | Кількість осіб | Відсоток |
| -------------- | -------------- | -------- |
| православні    | 5661           | 88,9%    |
| мусульмани     | 637            | 10,0%    |
| римо-католики  | 22             | 0,3%     |
| адвентисти     | 13             | 0,2%     |
| лютерани       | 11             | 0,2%     |
| баптисти       | 5              | 0,1%     |
| греко-католики | 3              | < 0,1%   |
| п'ятдесятники  | 2              | < 0,1%   |
| реформати      | 1              | < 0,1%   |
| бретрени       | 1              | < 0,1%   |
| атеїсти        | 1              | < 0,1%   |

## Зовнішні посилання
- Дані про комуну Тузла на сайті Ghidul Primăriilor [Архівовано 31 серпня 2009 у Wayback Machine.]